# Talgo
Talgo (Тальго, повна назва — Patentes Talgo, SAU) — іспанська вагонобудівна компанія, що спеціалізується на виробництві міжміських, стандартних та високошвидкісних пасажирських поїздів з вагонами зчленованої конструкції. 
Слово TALGO є іспанською абревіатурою T ren A rticulado L igero G oicoechea O riol, що перекладається як Зчленований Легкий Поїзд Гойкоечеа та Оріоля (прізвища засновників компанії), і разом з назвою компанії є назвою серії зчленованих поїздів, що випускаються нею, а також використовується іспанським залізничним оператором RENFE для позначення міжміських залізничних рейсів, що обслуговуються цими поїздами.
Відмінною конструктивною особливістю поїздів Talgo є використання легких вагонів невеликої довжини та висоти, сполучених між собою за принципом постійного формування через розташовані між вагонами загальні одновісні колісні блоки з індивідуальними для кожного колеса осями. 
Частина поїздів випускається як потяги локомотивної тяги, а частина — як електропоїзди та дизель-поїзди з аналогічними проміжними вагонами та головними моторними вагонами без пасажирського салону, подібними до односторонніх локомотивів.

## Історія
Компанію «Patentes Talgo» зареєстровано в 1942 році. Алехандро Гойкоечеа та Хосе Луїс Оріоль є засновниками компанії
.
У березні 2007 року «Talgo» продала свою фінську дочірню компанію з виробництва рухомого складу «Talgo Oy» фінським інвесторам. 
Компанія, якою «Talgo» володіла всього сім років, повернулася до своєї колишньої назви «Transtech Oy». 
Компанія витрачає від 10 до 12% доходів на дослідження та розробки
, але основним джерелом доходу є іспанський залізничний оператор Renfe
.
«Talgo» зробив первинну публічну пропозицію на Мадридській фондовій біржі у травні 2015 року. 
Під час IPO компанія була оцінена в 1270000000 євро 
.
У липні 2015 року компанія «Talgo» заявила про свій намір відправити поїзд серії 9 до Індії за свій рахунок як демонстрацію на залізничному маршруті Мумбаї — Делі.

## Конструкція
Поїзди Talgo найбільш відомі своїми залізничними пасажирськими вагонами нестандартної конструкції, в яких використовуються проміжні візки, запатентовані «Talgo» в 1941 році, аналогічні до раннього візка Якобса, але при цьому мають по одному колесу замість двох.
Колеса встановлені попарно, але не з'єднані віссю, а візки розподілені між вагонами, а не є під окремими вагонами. 
Це дозволяє залізничному вагону повертати на вищій швидкості з меншою кількістю коливань. 
Оскільки вагони не монтуються безпосередньо на колісні візки, вони легше ізолюються від дорожнього шуму та вібрацій. 
Поїзди «Talgo», оснащені осями змінної колії, можуть при проходженні через спеціальні пункти зміни колії на ходу змінювати відстань між коліями при переході з однієї колії на іншу — наприклад, на іберійську колію 1668 мм/ європейську колію 1435 мм на перетині іспано-французького кордону.

В 1980 році у серії «Talgo» з'явився поїзд із кузовом, що нахиляється. 
Поїзд природно нахиляється всередину на поворотах, що дозволяє йому рухатися в них швидше, не завдаючи дискомфорту пасажирам. 
Система нахилу повертається навколо верхньої частини підвісних колон над візками, що частково компенсує вплив бокового прискорення під час проходження поворотів.

## Варіації

### Talgo I

Креслення моторного головного вагону «Talgo I»

«Talgo I» побудовано в 1942 році в Іспанії. Дизель-поїзд складався з восьми вагонів, включаючи головний моторний вагон тепловозного типу без пасажирського салону та сім зчленованих пасажирських вагонів, останній з яких був хвостовим та мав оглядовий салон з торцевими дверима ззаду. Оскільки хвостовий вагон не мав кабіни управління, а рами вагонів були асиметричні і мали форму трикутника, дизель-поїзд міг рухатися магістраллю лише в одному напрямку і вимагав обороту на кінцевих станціях, а рух заднім ходом допускався лише за маневрах. Вагони будували на заводі «Hijos de Juan Garay» в Оньяті, а головний моторний вагон —  на заводі «Compañía de Norte» у Вальядоліді
.  
Його побудували як прототип і використовували для встановлення кількох рекордів швидкості на залізниці.
 
Перше випробування відбулося між Мадридом та Гвадалахарою, у жовтні 1942 року.

### Talgo II

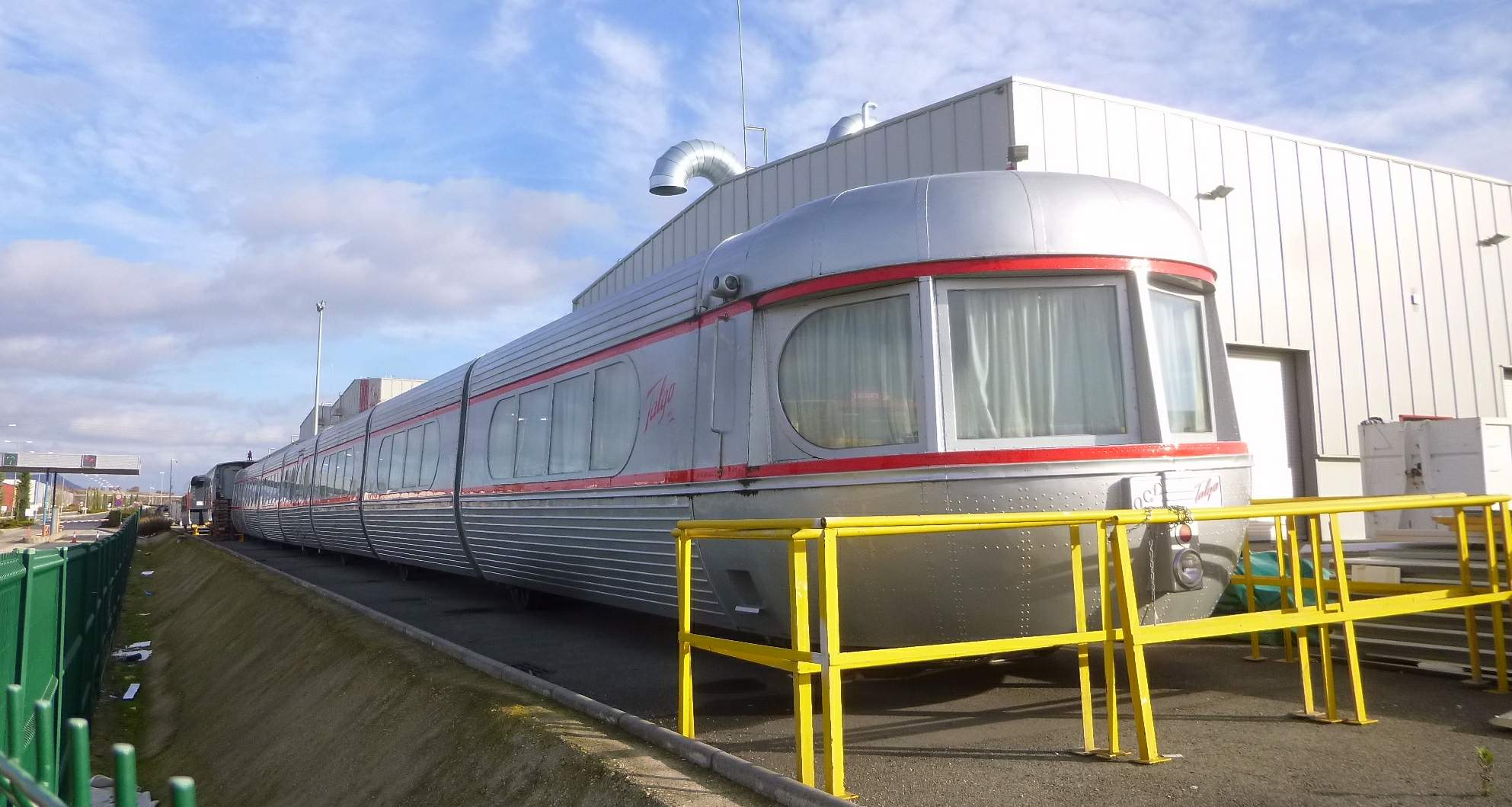
Поїзд Talgo II

Вагони та тепловози «Talgo II» виробляли з 1950 року на заводі American Car and Foundry Company (ACF) у США під керівництвом іспанських інженерів. Для цих поїздів спроектували спеціальні однокабінні (односторонні) тепловози серії 350 з електричною передачею, зібрані ACF з використанням електричних компонентів, виготовлених General Electric. Як і Talgo I, вагони поїзда мали асиметричні рами кузовів, а поїзд призначався для руху магістралями тільки в одному напрямку і вимагав обороту на кінцевих станціях, оскільки причеплення локомотива допускалося лише з одного кінця, а з протилежного був хвостовий вагон із оглядовим панорамним склінням на кінці.
«Talgo II» перевозив більшу частину пасажирів франшизи «Jet Rocket» між Чикаго та Пеорією, штат Іллінойс, після введення в експлуатацію залізниці Chicago, Rock Island and Pacific Railroad в 1956 році. Пізніше представили інші варіації, і дійсно, останній тип «Jet Rocket» нагадував майбутній Talgo III.

New York Central Railroad випробувала потяги до 1958 року, але відмовилась від них.
«Talgo II» також будували для залізниці New York, New Haven and Hartford Railroad для поїзда "Джон Квінсі Адамс" з Нью-Йорка до Бостону, штат Массачусетс, і залізниці Бостон — Мен для поїзда "Швидкісний торговець", що курсує між Бостоном, штат Массачусетс, і Портлендом, штат Мен.
 
Незабаром після цього поїзди Talgo II почали курсувати в Іспанії та успішно експлуатувалися до 1972 року.

### Talgo III

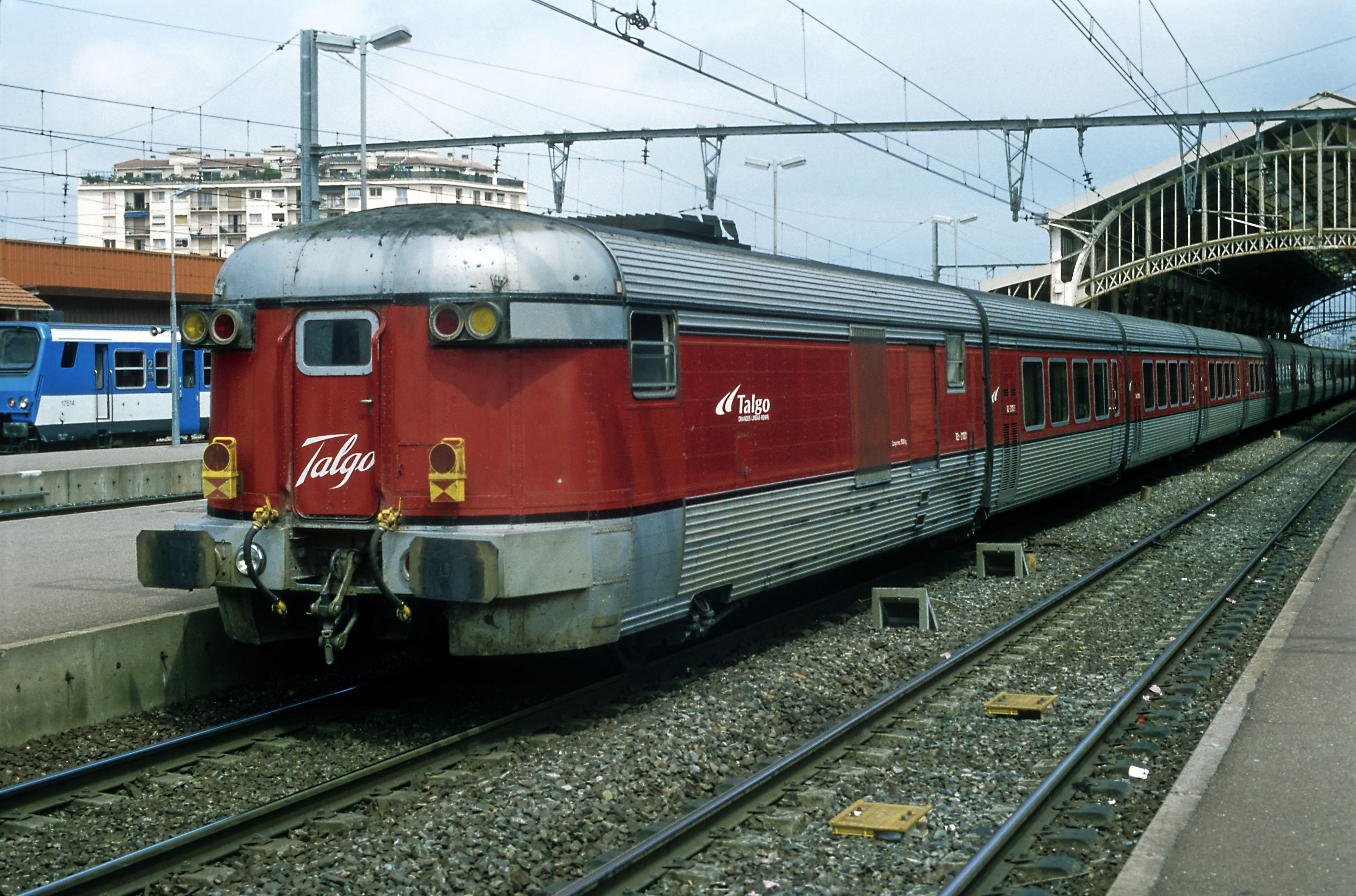
Поїзд Talgo III

Вагони та тепловози «Talgo III» надійшли в 1964 році. Порівняно з попередниками, вагони стали довшими. Починаючи з цієї серії, рами вагонів поїздів стали симетричними, що допускало рух вагонів в обох напрямках на високій швидкості, а поїзд став звичайним поїздом локомотивної тяги, що допускав зміну та обіг локомотива. Вагони Talgo III стали значно довшими за попередників, хоча були короткими в порівнянні з вагонами звичайних поїздів. Для водіння поїздів виготовлено тепловози серій 352 з однією кабіною машиніста та серій 353 з двома кабінами машиніста, які мали схожий дизайн та габарити, але не були прив'язані до складу, як тепловози серії 350 для поїздів Talgo II. Пізніше поїзди стали експлуатуватися з іншими типами локомотивів. Пізніше поїзди стали експлуатуватися і з іншими типами локомотивів, і оскільки частина з них не мала системи електропостачання вагонів, для поїздів було побудовано спеціальні незчленовані моторні вагони, які також використовувалися на стоянках для електропостачання поїзда при відчепленому локомотиві.
«Talgo III/RD» був оснащений осями зі змінною шириною колії, і це дозволило 1 червня 1969 ввести перший наскрізний поїзд між Барселоною і Женевою (Catalan Talgo), попри різницю у ширині колії 
.
Таке ж обладнання використовувалося для барселонського поїзда Talgo, який почав функціонувати 26 травня 1974 як перший в історії наскрізний поїзд, що курсує між Барселоною і Парижем.

### Talgo Pendular

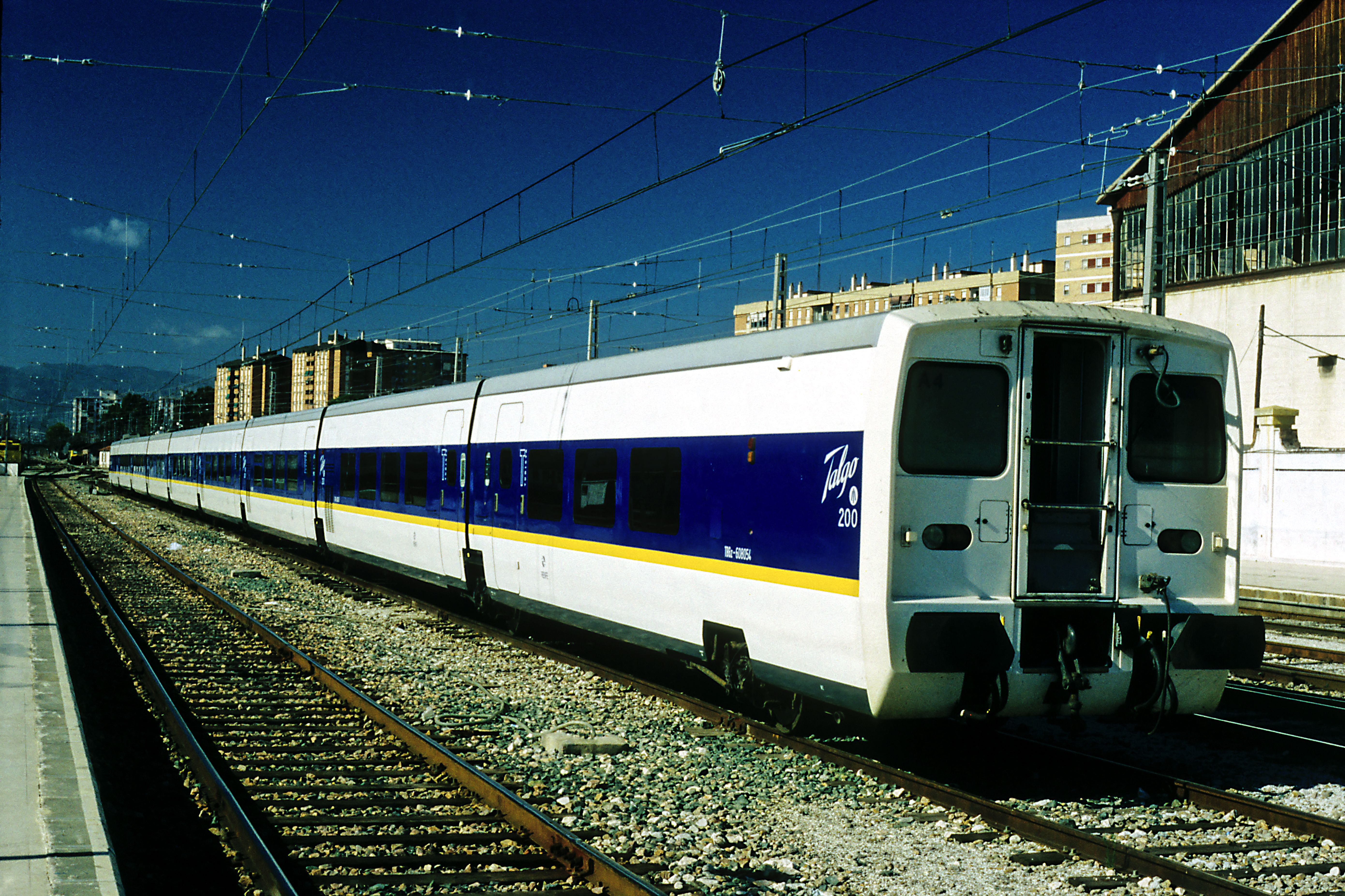
Поїзд Talgo Pendular (Talgo VI)

«Talgo Pendular» («Talgo IV» та «Talgo V», також «VI» та «Talgo 200» або 6-го покоління), представлений в 1980 році, створено як поїзд із природним нахилом, використовуючи пасивну систему, яка нахиляє вагони без необхідності в електронних датчиках або гідравлічному обладнанні. 
Колеса встановлені на осі, а поверх розташовані стійки підвіски. 
Вагони прикріплені до верхньої частини підвісних колон та нахиляються, коли поїзд проходить поворот.
З 1988 році «Talgo Pendular» використовувався в США оператором Amtrak на лінії Бостон - Нью-Йорк у Сполучених Штатах та на лініях Deutsche Bahn у Німеччині. 
Пробні комерційні перевезення «Talgo» в США почалися в 1994 між Сіетлом і Портлендом, а з  року різні поїзди використовувалися в поїздах Amtrak Cascades з Ванкувера (Британська Колумбія) на південь до Сіетлу (штат Вашингтон), продовжуючи рух на південь через Портленд до Юджину (штат Орегон).

П'ять поїздів «Talgo IV» використовувалися в Аргентині на залізниці Генераль Рока, проте з тих пір вони були замінені рухомим складом CRRC Dalian, і станом на 2015 рік їхнє майбутнє залишається невизначеним.

Поїзди серії «Talgo 200» також використовуються в Казахстані для нічного поїзда Алмати – Астана.

### Talgo VII

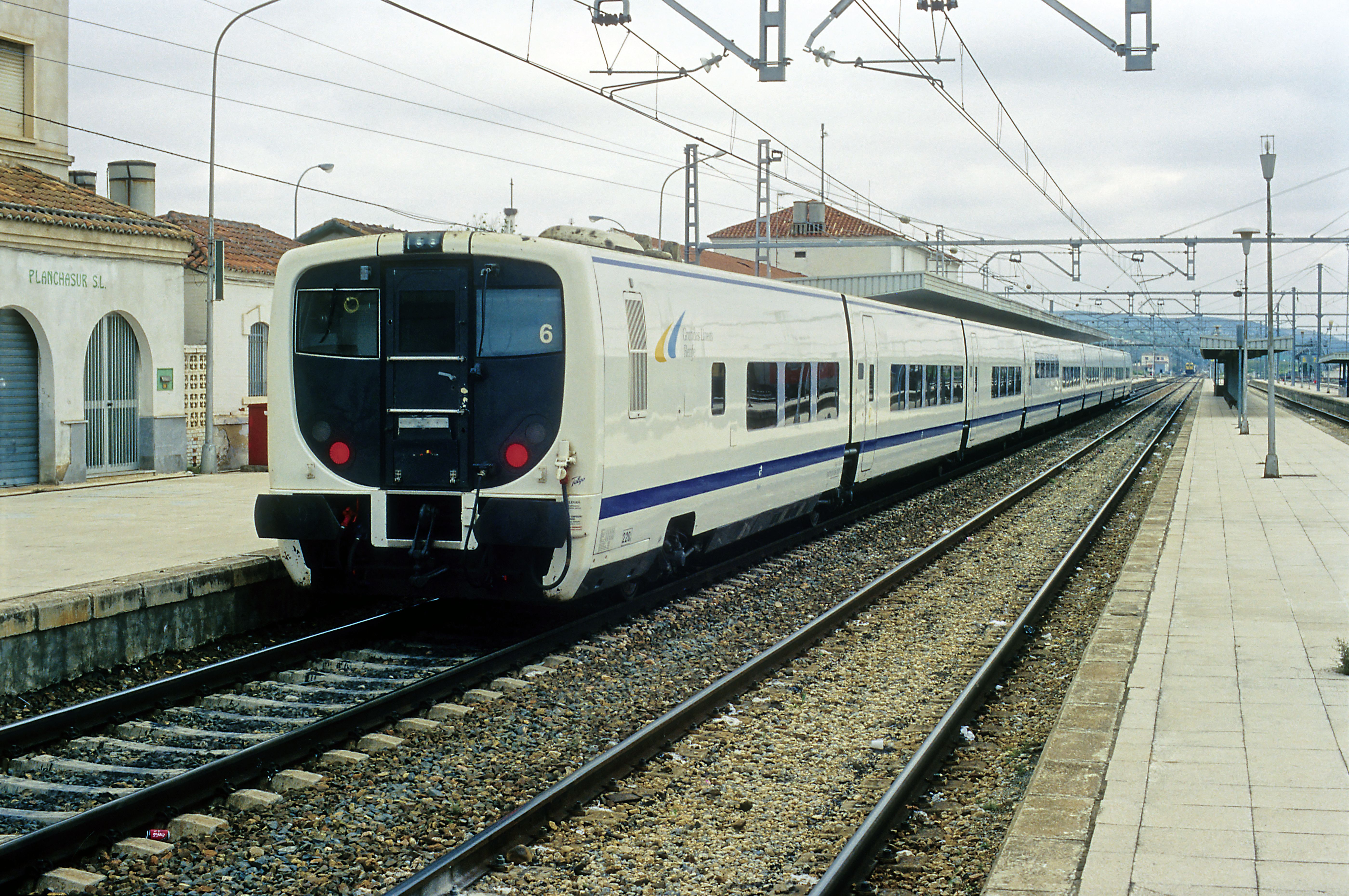
Поїзд Talgo VII

«Talgo VII», представлений з 2000 року, використовується як локомотивний поїзд, а також проміжні вагони для «Talgo 250», «Talgo 350» і «Talgo XXI». 
Вагони аналогічні «Pendular Talgo», але мають гідравлічну гальмівну систему з повітряним керуванням та живлення від електричного кабелю локомотива замість дизель-генераторів у кінцевих вагонах. 
Поїзди «Talgo VII» мають вагон з двома парами коліс у середині складу, як у випадку з попередніми поїздами «Talgo». 
Решта вагонів у складі мають одну пару коліс.

### Talgo VIII

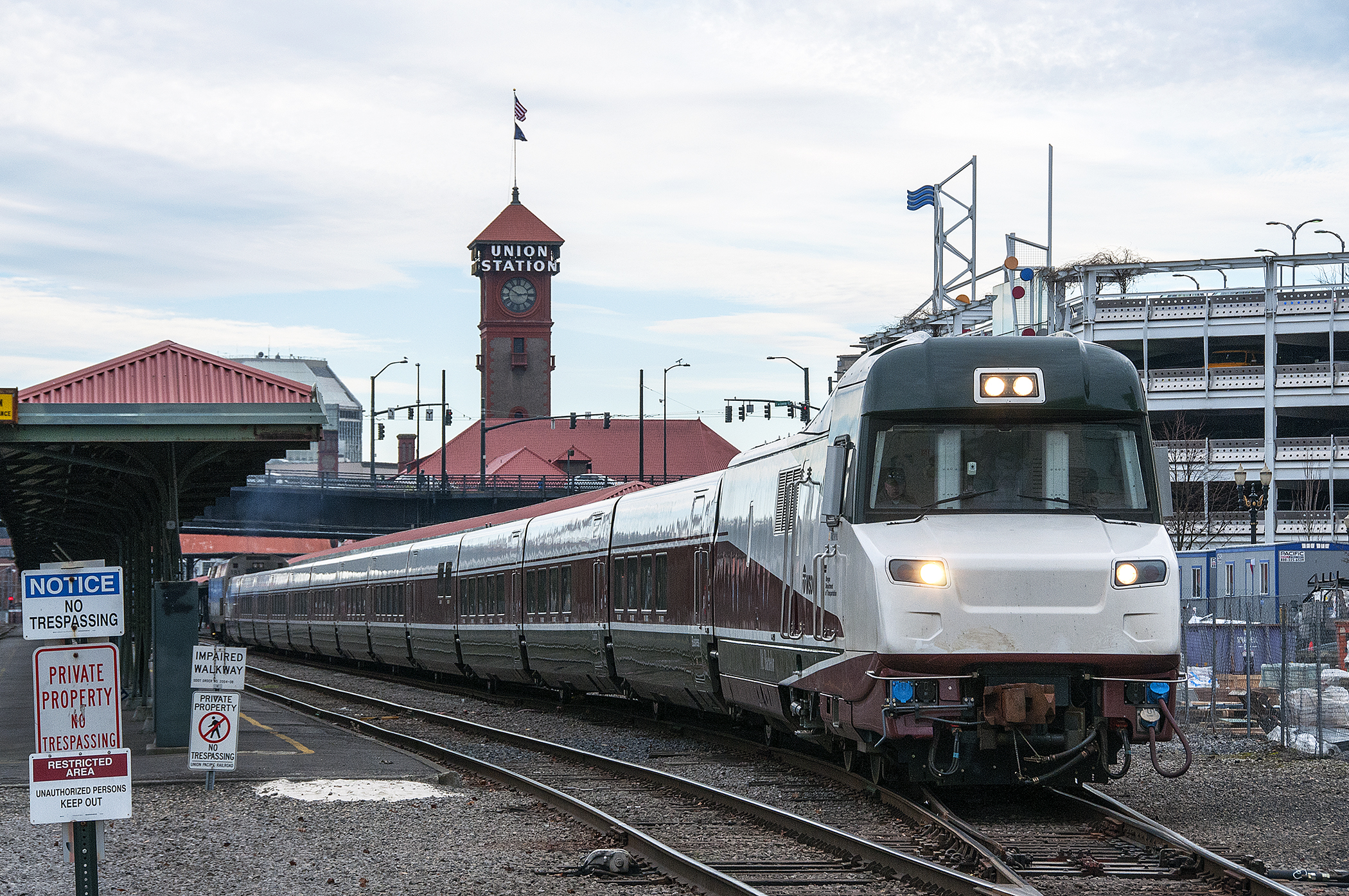
Поїзд Talgo VIII

Пасажирські поїзди VIII серії аналогічні до серії VII, але кінцевий вагон з дизель-генератором на одному кінці поїзда має кабіну управління для можливості роботи за схемою «тяги-штовхай» без перечеплення локомотива на іншому кінці поїзда, і кінцевий двовісний візок. Ці поїзди призначені для північноамериканського ринку. 
У 2009 році Тальго уклав угоду про будівництво виробничого підприємства у Вісконсіні, яке спочатку поставило б два 14-вагонні поїзди для служби «Amtrak» «Hiawatha Service», поки проект не було скасовано. 
Компанія висловила сподівання, що завод пізніше використовуватиметься для будівництва поїздів для інших залізничних проектів у США.

На початку 2010 року Міністерство транспорту штату Орегон оголосило, що воно провело переговори про купівлю двох 13-вагонних поїздів для використання в Тихоокеанському залізничному коридорі північного заходу між Юджином і Ванкувером. 
 
Ці поїзди були виготовлені у Вісконсіні та поставлені у 2013 році. 
Нині працюють у коридорі Каскадс на північному заході Тихого океану. Їх інтегрували з п'ятьма складами, що знаходяться в регулярній експлуатації. 
 
Поїзди серії 8 пропонують пасажирам багато сучасних зручностей, включаючи високошвидкісний Wi-Fi, відкидні сидіння та бістро з повним спектром послуг.
У 2014 році штат Мічиган висловив зацікавленість в експлуатації «Talgo 8», що не використовуються, для свого сервісу Amtrak Wolverine. 
 
Через три роки Amtrak запропонувала орендувати або купити вагони, що не використовуються, після аварії поїзда у Вашингтоні у 2017 році. 
Зрештою, два потяги були продані до Нігерії для використання у метрополітені Лагосу.

### Talgo 9 (Стриж)

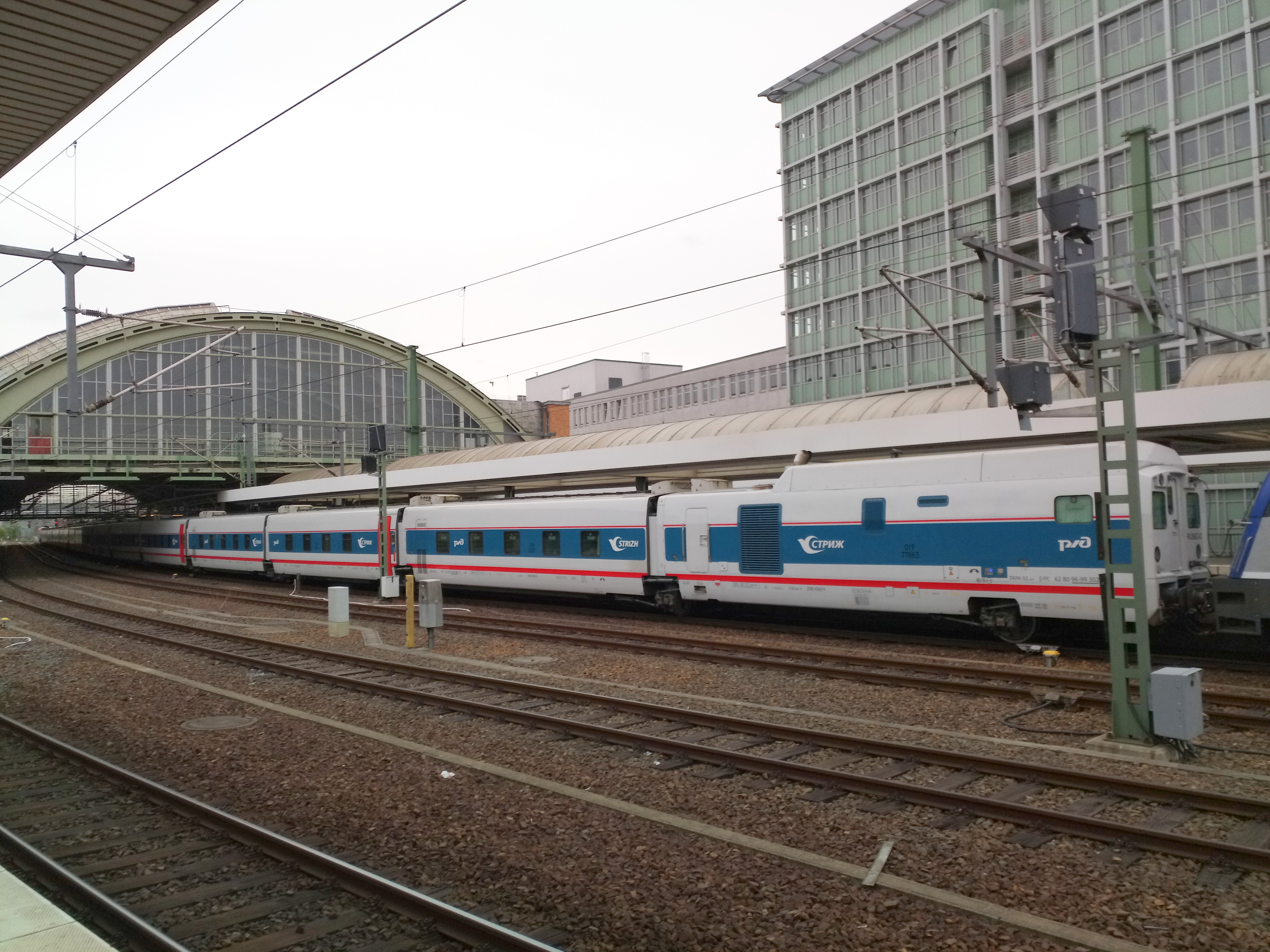
Поїзд Talgo IX «Стриж» на вокзалі у Берліні

Ця серія, розроблена для Росії та Казахстану, відрізняється ширшим кузовом та колісними парами. Існує три версії, з колісними парами фіксованої ширини 1520 мм, з колісними парами змінної ширини 1520/1435 мм та колісними парами змінної ширини 1520/1676 мм. 
У Росії перші дві версії використовуються на лінії Берлін — Москва, Санкт-Петербург — Москва — Самара.
Останній успішний тестовий запуск серії Talgo 9 завершено в Індії 10 вересня 2016 року.

### Talgo 250 HSR

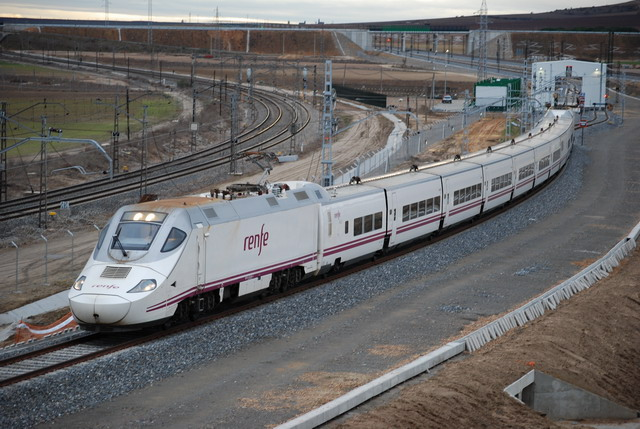
Електропоїзд Talgo 250 (серія 130 Renfe)

«Talgo 250» — двосистемний електропоїзд (змінного і постійного струму), оснащений з осями шириною колії, що змінюється. 
Це дозволяє використовувати поїзди на високошвидкісних лініях європейської колії та звичайних лініях широкої іберійської колії. 
Поїзд «Talgo 250» складається з двох головних моторних вагонів електровозного типу, що не мають пасажирського салону і спираються на два власні двовісні візки, і 11 проміжних вагонів Talgo VII. Цей клас був розроблений для RENFE (класифікується як S-130). 

Один склад (клас 730 RENFE) потрапив в аварію у Сантьяго-де-Компостела 24 липня 2013 року.
У 2009 році Узбекистанські залізниці замовили два електропоїзди «Talgo 250» російської колії, що отримали назву Afrosiyob. Перший поїзд прибув до Ташкента у липні 2011 року.

### Talgo 250 Hybrid

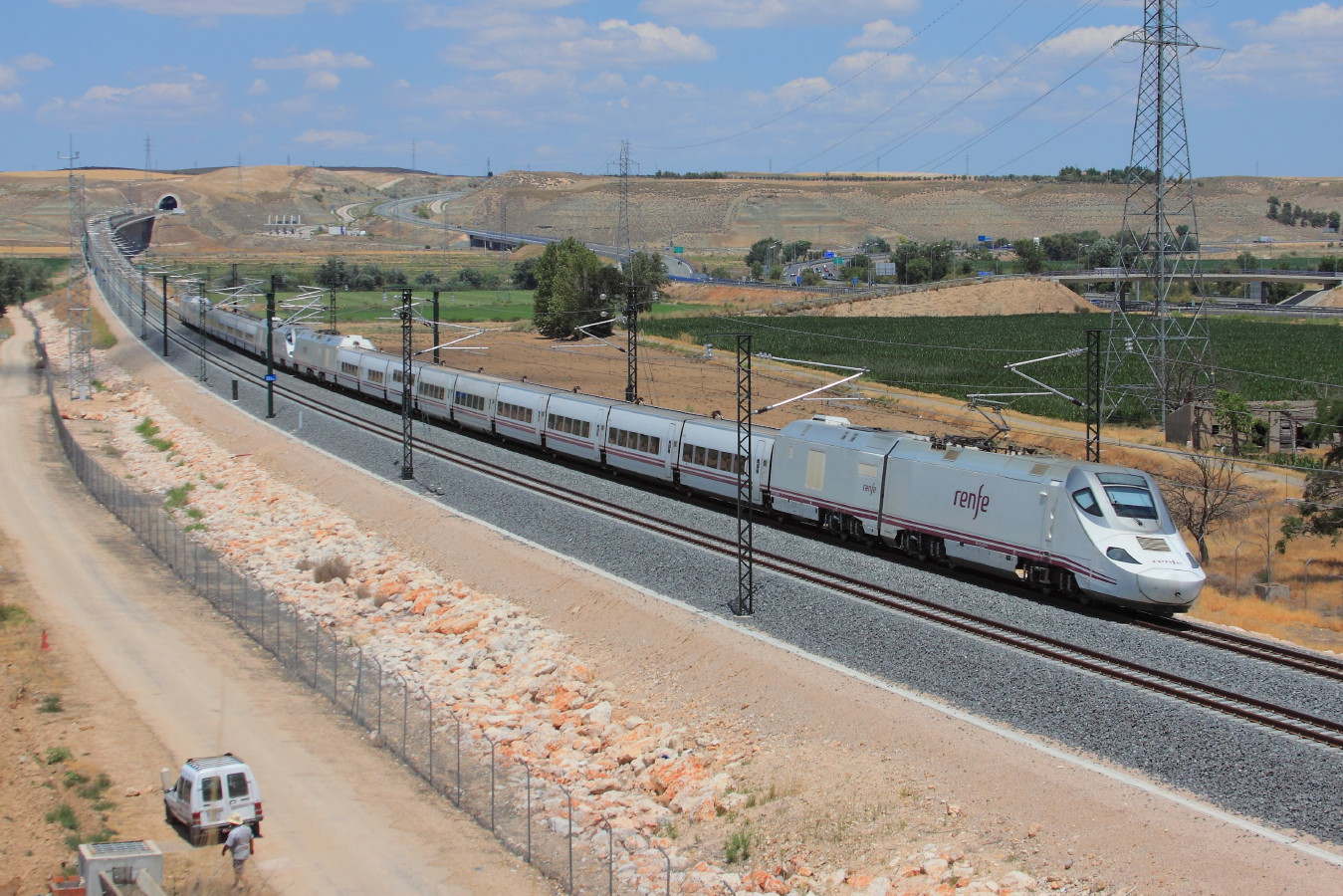
Дизель-електропоїзд Talgo 250 Dual (серія 730 Renfe)

«Talgo 250 Hybrid» — двосистемний дизель-електропоїзд, оснащений осями зі змінною шириною колії. 
Конструктивно поїзд заснований на конструкції звичайного електропоїзда «Talgo 250», але замість кінцевих пасажирських вагонів за головними знаходяться дизель-генераторні вагони без пасажирського салону, які по висоті схожі з головними через більшу масу спираються з боку головного вагона не на одновісний, а на двовісний візок. Таким чином, поїзд може працювати на неелектрифікованих лініях. 
Поїзд «Talgo 250 Hybrid» складається з двох головних моторних вагонів електровозного типу, двох технічних кінцевих вагонів з дизель-генераторами та дев'яти проміжних вагонів «Talgo VII». 
Поїзди були розроблені для «RENFE» та спочатку класифікувалися як S-130H, пізніше як S730. 
Вони перебудовані з поїздів «Talgo 250».

### Talgo 350 HSR

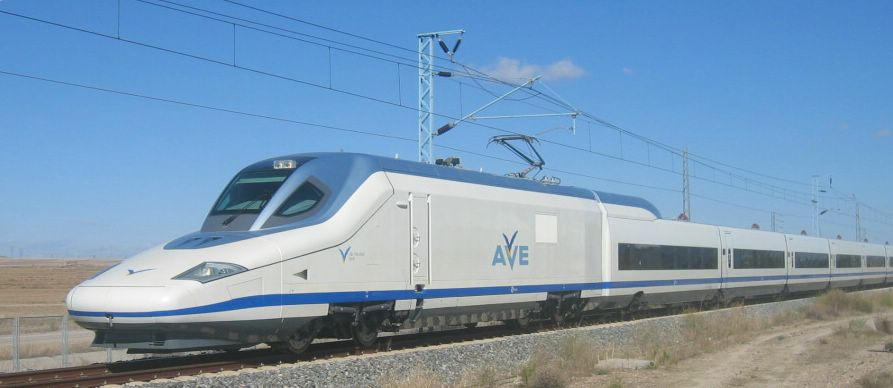
Електропоїзд Talgo 350, який використовується для високошвидкісних перевезень AVE Мадрид — Валенсія

«Talgo 350» введений в експлуатацію як «Renfe AVE Class 102», що знаменує вихід компанії на ринок виробництва високошвидкісних поїздів. 
Випробування прототипу розпочалися в 1994 році 
, 
і з 22 грудня 2007 року поїзди «Talgo 350» працювали з максимальною комерційною швидкістю 330 км/год на лініях Мадрид — Барселона та Мадрид — Вальядолід. 
Ця серія поїздів досягає швидкості 350 км/год, хоча чинні лінії та комерційні служби обмежують швидкість до 330 км/год. 

Потяг складається з двох моторних вагонів електровозного типу і проміжних вагонів «Talgo VII» з покращеними гальмами та додатковою основною підвіскою. 

### Talgo XXI HSR

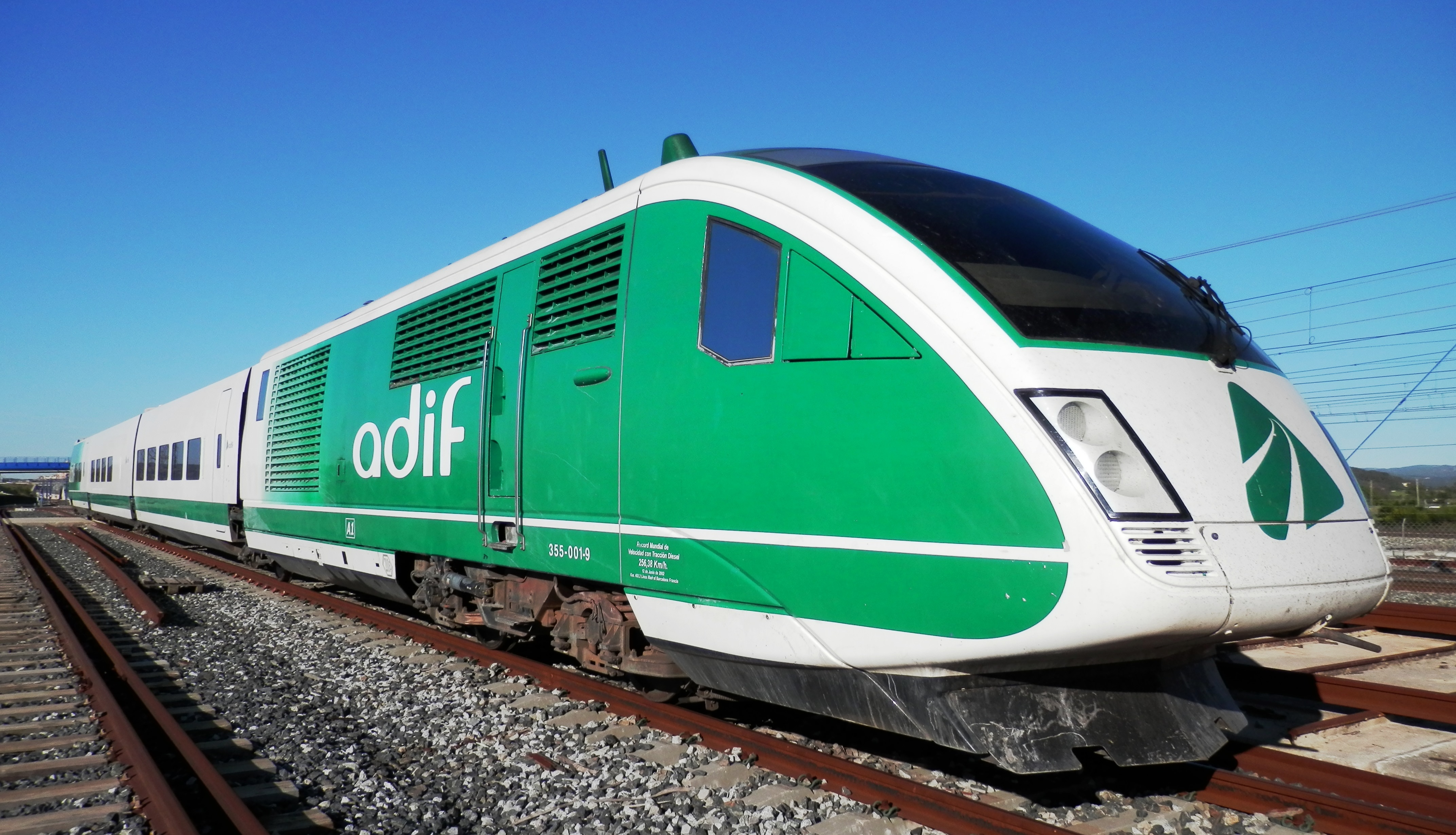
Дизель-поїзд Renfe class 355 / Talgo XXI / Talgo BT

«Talgo XXI» — експериментальний високошвидкісний дизель-поїзд, який працює двотактно з одним або двома моторними вагонами тепловозного типу та проміжними вагонами «Talgo VII». На відміну від поїздів Talgo 250 і 350, моторний вагон поїзда Talgo 21 має тільки один тяговий двовісний візок спереду, а ззаду розташований спільний з пасажирським вагоном одновісний візок. Проектна північноамериканська версія оснащена чотиривісними моторними вагонами відповідно до правил Сполучених Штатів FRA. 
На сьогодні побудовано лише один поїзд, який відповідає європейським стандартам UIC.
«Talgo» повідомив, що «Talgo XXI» досяг 256 км/год на високошвидкісній експериментальній лінії Ольмедо — Медіна-дель-Кампо 9 липня 2002 року.

Після пробних запусків поїзд продано іспанському управлінню інфраструктури ADIF як вимірювальний потяг для високошвидкісних ліній.

### Talgo AVRIL HSR

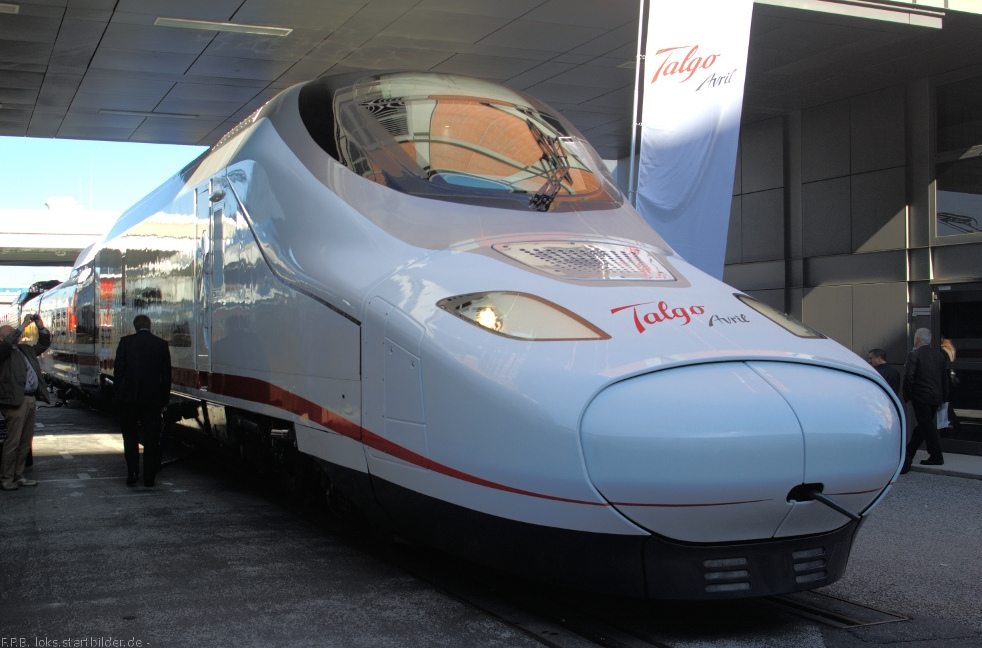
Електропоїзд Talgo AVRIL на Міжнародній виставці InnoTrans, Німеччина 2012

Нещодавно компанія Talgo розробила потяг, відомий як «AVRIL» (Alta Velocidad Rueda Independiente Ligero — легке високошвидкісне незалежне колесо), призначений для швидкості 380 км/годину. 

Система використовує тягу під підлогою в передніх і задніх вагонах, а проміжні вагони мають систему Talgo Pendular.
Починаючи з етапу концепції у 2009 році, концепт мав динамічні випробування в іспанській високошвидкісній мережі у 2014 році 
 
і затверджений у травні 2016 року. 
У листопаді 2016 року «Talgo AVRIL HSR» виграв свій перший великий контракт у Середземноморському коридорі в Іспанії, і його сполучення з Парижем. 

### Talgo Egypt
У 2021 році Єгипет замовив нові потяги Talgo. 